# قره‌داغ‌لی، آق‌داش
قره‌داغ‌لی (به لاتین: Qaradağlı) یک منطقه مسکونی در جمهوری آذربایجان است که در شهرستان آق‌داش واقع شده است. قره‌داغ‌لی ۱۲۵۹ نفر جمعیت دارد.